# Anna van Denemarken (1532-1585)

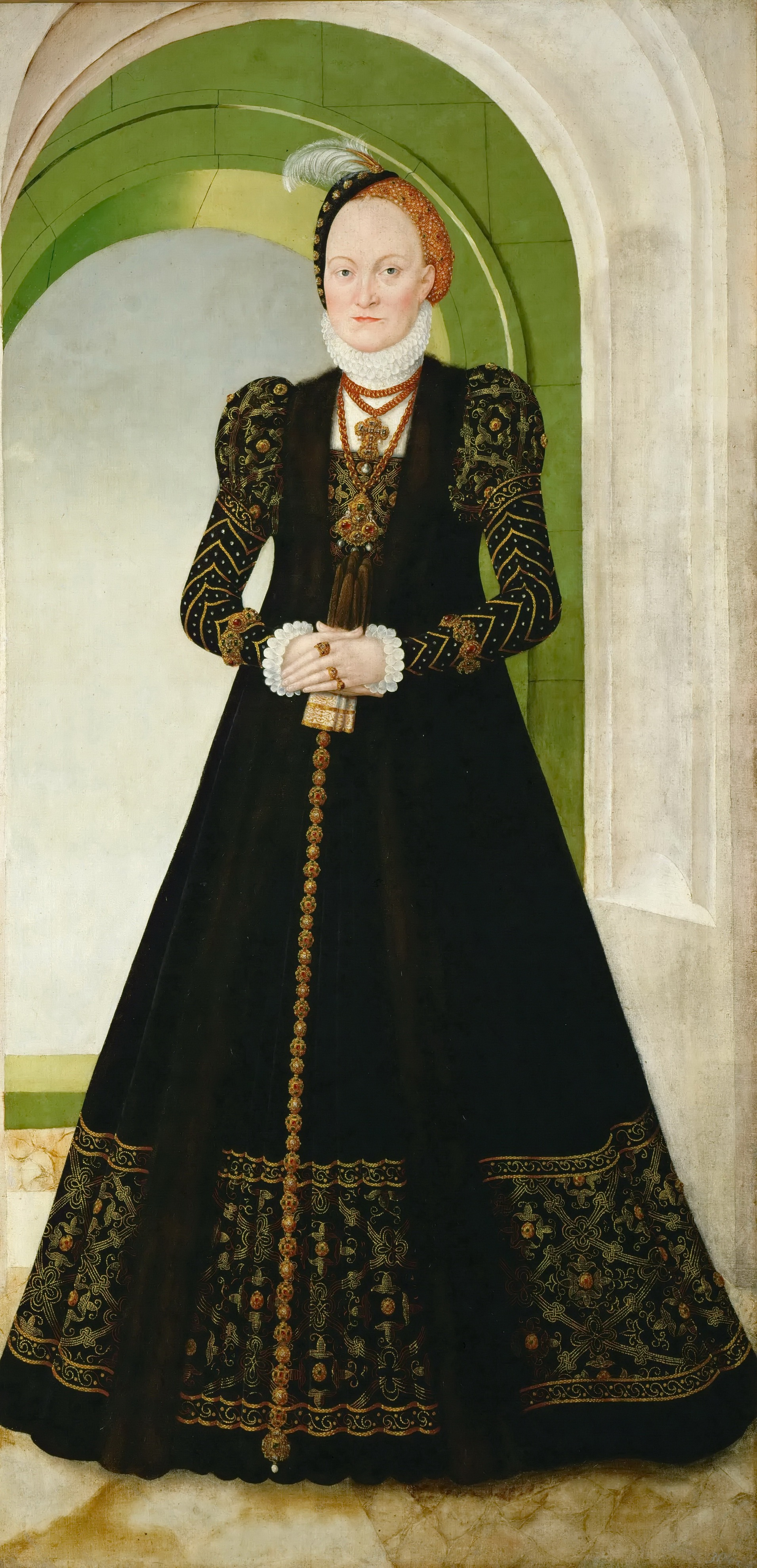
Anna van Denemarken, keurvorstin van Saksen, geschilderd door Lucas Cranach de Jongere

Anna van Denemarken (Haderslev, 22 november 1532 - Dresden, 1 oktober 1585) was een Deense prinses uit het huis Oldenburg. Door haar huwelijk met August van Saksen werd ze keurvorstin van Saksen, waar ze heeft bijgedragen aan de ontwikkeling van landbouw, tuinbouw en veeteelt. Ook was ze bekend vanwege haar kennis op het gebied van geneeskrachtige planten en het bereiden van medicijnen. Ze heeft grote invloed gehad op de invoering van het orthodoxe lutheranisme in Saksen en speelde een rol bij de beslissing tot vervolging van calvinisten in de periode 1574 - 1577.

## Jeugd
Anna van Denemarken was een dochter van koning Christiaan III van Denemarken en Noorwegen en diens vrouw Dorothea van Saksen-Lauenburg. Van haar moeder leerde ze de grondbeginselen van het verzamelen van geneeskrachtige kruiden en het maken van geneesmiddelen. Na de invoering van het protestantisme in Denemarken in 1537 werd ze streng lutheraans opgevoed.
In maart 1548 kwam er een verloving tot stand tussen Anna en August van Saksen, de jongere broer en mogelijke erfgenaam van keurvorst Maurits van Saksen. Dit huwelijk paste in het streven van de Deense koning om nauwere banden met het Duitse rijk aan te gaan. De keurvorst van Saksen van zijn kant had belang bij betere contacten met de lutheranen. Het huwelijk werd in oktober 1548 gesloten in Torgau. Het was een van de eerste grote festiviteiten onder keurvorst Maurits en ook de eerste gelegenheid voor het Albertijnse huis om zich te presenteren als keurvorsten van Saksen, een titel die ze 1547 hadden gekregen.

## Huwelijk en rol als keurvorstin
Het echtpaar woonde in eerste instantie in Weißenfels. Na het overlijden van Maurits van Saksen in 1553 leefden ze als keurvorst en keurvorstin voornamelijk in Dresden. Ze kregen zeker veertien kinderen, van wie er vier volwassen werden. Het huwelijk tussen Anna van Denemarken en August van Saksen stond bekend als zeer hecht.
Anna van Denemarken was een actieve brievenschrijfster en liet van haar correspondentie een goed archief bijhouden. Uit de bewaard gebleven brieven is veel bekend over haar dagelijkse leven en haar betrokkenheid bij politiek en godsdienst. Zij werd in Saksen en in het buitenland gezien als een belangrijke en invloedrijke persoon. In de godsdiensttwisten van die tijd was ze een actieve pleitbezorgster van het lutheranisme. Ze speelde ook een rol bij de onderdrukking van het zogenaamde cryptocalvinisme (de calvinistische invloed binnen de lutherse kerk) in Saksen tussen 1574 en 1577. Het is niet duidelijk hoe groot haar betrokkenheid is geweest bij de keuze voor de soms zeer zware maatregelen tegen de calvinisten, zoals foltering en jarenlange opsluiting. 
Zij had goede contacten met andere vorstenhuizen en werd regelmatig door hen benaderd om te bemiddelen, zowel bij dreigende conflicten - bijvoorbeeld tussen Denemarken en Zweden - als bij huwelijksonderhandelingen.

## Land- en tuinbouw en artsenijkunde
Al tijdens haar leven stond Anna van Denemarken bekend vanwege haar succes in het beheer van tuinen en landbouwgronden. Haar man droeg in 1578 het beheer van alle keurvorstelijke domeinen en landerijen aan haar over. Zij leverde een bijdrage aan de ontwikkeling van de landbouw in Saksen, onder andere door de invoer van nieuwe vee-rassen en nieuwe landbouwgewassen, en de introductie van tuinbouw naar Nederlands en Deens model. Dit had een positief effect op de economie van Saksen, dat als een van de meest welvarende delen van Duitsland gold. 
Ze stond internationaal in aanzien om haar kennis van geneeskrachtige planten en medicijnen, die ze zelf destilleerde. Ze wordt gezien als de eerste vrouwelijke apotheker in Duitsland. In het naar haar genoemde slot Annaburg had ze een grote destilleerruimte (laboratorium) en een bibliotheek.

## Overlijden en herinnering

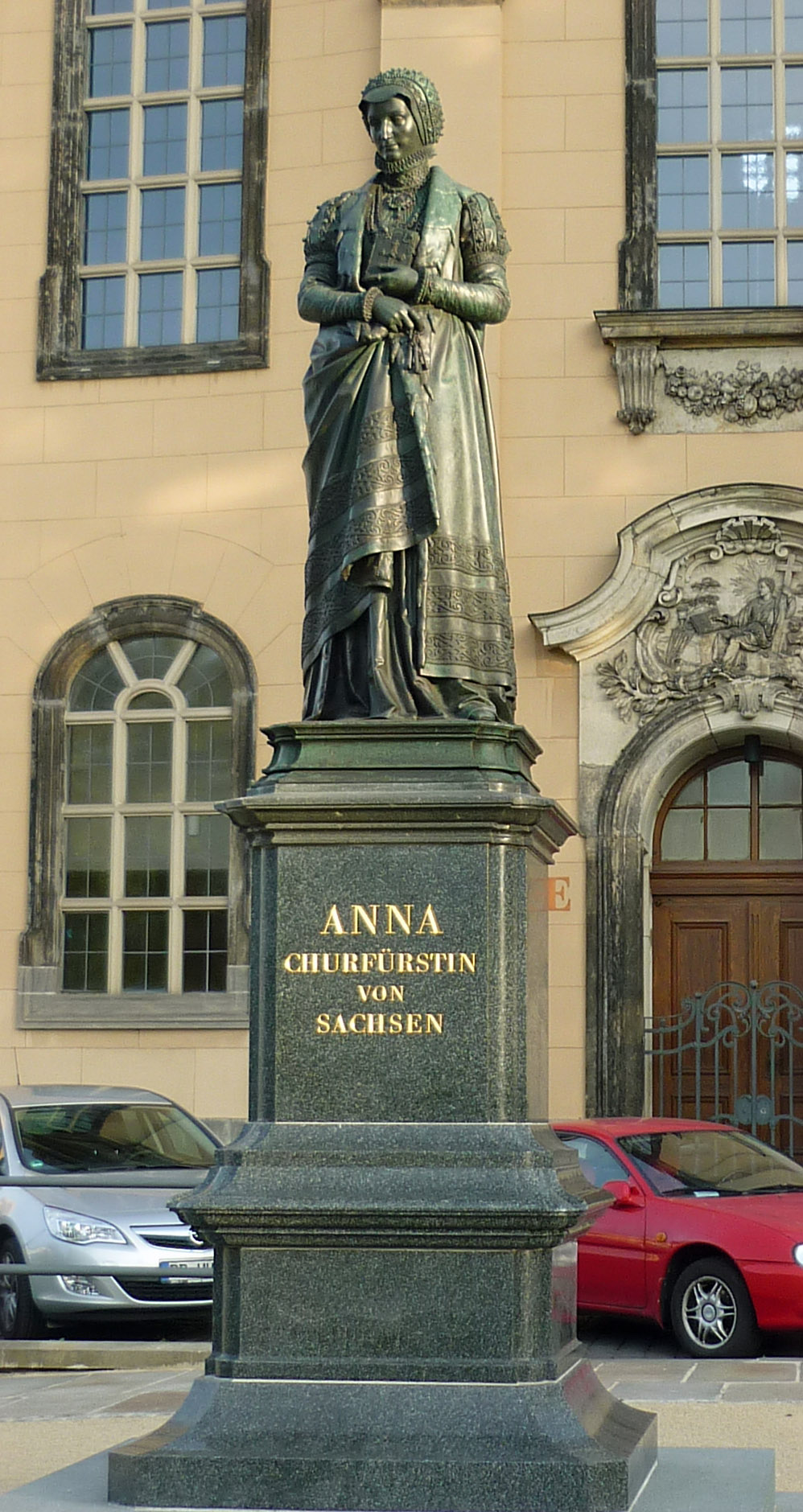
Standbeeld voor Anna van Denemarken in Dresden

Anna van Denemarken stierf op 1 oktober 1585 na een lange periode van ziekte. Zij is nog steeds een van de bekendste Saksische keurvorstinnen. Dit komt onder andere door biografieën die in de 19e eeuw over haar werden geschreven. Deze leggen vooral de nadruk op haar rol als zorgzame ‘landsmoeder’.

## Kinderen
- Johan Hendrik van Saksen.  5 mei 1550 - 12 november 1550
- Elisabeth van Saksen 18 oktober 1552 - 2 april 1590. Getrouwd met  Johan Casimir van Simmern
- Alexander van Saksen. 21 februari 1554 - 8 oktober 1565
- Magnus van Saksen. 24 september 1555 - 6 november 1558
- Joachim van Saksen. 3 mei 1557 -  21 november 1557
- Hector van Saksen. 7 oktober 1558 - 4 april 1560
- Christiaan I, Keurvorst van Saksen. 29 oktober  1560 - 25 september 1591. Getrouwd met Sophie van Brandenburg,
- Marie van Saksen. 8 maart 1562 -  6 januari 1566
- Dorothea van Saksen. 4 oktober 1563 - 13 februari 1587.  Getrouwd met Hendrik Julius van Brunswijk-Wolfenbüttel
- Amalia van Saksen.  21 januari 1565 - 2 juli  1565
- Anna van Saksen. 16 november 1567 - 27  januari 1613. Getrouwd met Johan Casimir van Saksen-Coburg
- August van Saksen. 23 oktober 1569 - 12 februari 1570
- Adolph van Saksen. 8 juli  1571 - 12 maart 1572
- Frederik van Saksen. 18 juni 1575 - 24 januari 1576.

## Kwartierstaat
| Christiaan I van Denemarken (1426-1481) | Christiaan I van Denemarken (1426-1481) | Christiaan I van Denemarken (1426-1481) | Christiaan I van Denemarken (1426-1481) | Christiaan I van Denemarken (1426-1481) | Christiaan I van Denemarken (1426-1481) | Dorothea van Brandenburg (1430-1495)  | Dorothea van Brandenburg (1430-1495)  | Dorothea van Brandenburg (1430-1495)  | Dorothea van Brandenburg (1430-1495)  | Dorothea van Brandenburg (1430-1495)      | Dorothea van Brandenburg (1430-1495)      |                                           |                                           | Johann Cicero van Brandenburg (1455-1499) | Johann Cicero van Brandenburg (1455-1499) | Johann Cicero van Brandenburg (1455-1499) | Johann Cicero van Brandenburg (1455-1499) | Johann Cicero van Brandenburg (1455-1499) | Johann Cicero van Brandenburg (1455-1499) | Margaretha van Saksen (1449-1501) | Margaretha van Saksen (1449-1501) | Margaretha van Saksen (1449-1501) | Margaretha van Saksen (1449-1501) | Margaretha van Saksen (1449-1501) | Margaretha van Saksen (1449-1501) |                                 |                                 | Johan V van Saksen-Lauenburg (1439-1507) | Johan V van Saksen-Lauenburg (1439-1507) | Johan V van Saksen-Lauenburg (1439-1507) | Johan V van Saksen-Lauenburg (1439-1507) | Johan V van Saksen-Lauenburg (1439-1507)  | Johan V van Saksen-Lauenburg (1439-1507)  | Dorothea van Brandenburg (1447-1519)                | Dorothea van Brandenburg (1447-1519)                | Dorothea van Brandenburg (1447-1519)                | Dorothea van Brandenburg (1447-1519)                | Dorothea van Brandenburg (1447-1519)                | Dorothea van Brandenburg (1447-1519)                |                                           |                                           | Hendrik I van Brunswijk-Wolfenbüttel (1463-1514) | Hendrik I van Brunswijk-Wolfenbüttel (1463-1514) | Hendrik I van Brunswijk-Wolfenbüttel (1463-1514) | Hendrik I van Brunswijk-Wolfenbüttel (1463-1514) | Hendrik I van Brunswijk-Wolfenbüttel (1463-1514) | Hendrik I van Brunswijk-Wolfenbüttel (1463-1514) | Catharina van Pommeren-Wolgast (overlijden 1526) | Catharina van Pommeren-Wolgast (overlijden 1526) | Catharina van Pommeren-Wolgast (overlijden 1526) | Catharina van Pommeren-Wolgast (overlijden 1526) | Catharina van Pommeren-Wolgast (overlijden 1526) | Catharina van Pommeren-Wolgast (overlijden 1526) |  |  |  |  |  |  |  |  |  |  |  |  |  |  |  |  |  |  |  |  |  |  |  |  |  |  |  |  |  |  |  |  |  |  |  |  |  |  |  |  |  |  |  |  |  |  |  |  |
| Christiaan I van Denemarken (1426-1481) | Christiaan I van Denemarken (1426-1481) | Christiaan I van Denemarken (1426-1481) | Christiaan I van Denemarken (1426-1481) | Christiaan I van Denemarken (1426-1481) | Christiaan I van Denemarken (1426-1481) | Dorothea van Brandenburg (1430-1495)  | Dorothea van Brandenburg (1430-1495)  | Dorothea van Brandenburg (1430-1495)  | Dorothea van Brandenburg (1430-1495)  | Dorothea van Brandenburg (1430-1495)      | Dorothea van Brandenburg (1430-1495)      |                                           |                                           | Johann Cicero van Brandenburg (1455-1499) | Johann Cicero van Brandenburg (1455-1499) | Johann Cicero van Brandenburg (1455-1499) | Johann Cicero van Brandenburg (1455-1499) | Johann Cicero van Brandenburg (1455-1499) | Johann Cicero van Brandenburg (1455-1499) | Margaretha van Saksen (1449-1501) | Margaretha van Saksen (1449-1501) | Margaretha van Saksen (1449-1501) | Margaretha van Saksen (1449-1501) | Margaretha van Saksen (1449-1501) | Margaretha van Saksen (1449-1501) |                                 |                                 | Johan V van Saksen-Lauenburg (1439-1507) | Johan V van Saksen-Lauenburg (1439-1507) | Johan V van Saksen-Lauenburg (1439-1507) | Johan V van Saksen-Lauenburg (1439-1507) | Johan V van Saksen-Lauenburg (1439-1507)  | Johan V van Saksen-Lauenburg (1439-1507)  | Dorothea van Brandenburg (1447-1519)                | Dorothea van Brandenburg (1447-1519)                | Dorothea van Brandenburg (1447-1519)                | Dorothea van Brandenburg (1447-1519)                | Dorothea van Brandenburg (1447-1519)                | Dorothea van Brandenburg (1447-1519)                |                                           |                                           | Hendrik I van Brunswijk-Wolfenbüttel (1463-1514) | Hendrik I van Brunswijk-Wolfenbüttel (1463-1514) | Hendrik I van Brunswijk-Wolfenbüttel (1463-1514) | Hendrik I van Brunswijk-Wolfenbüttel (1463-1514) | Hendrik I van Brunswijk-Wolfenbüttel (1463-1514) | Hendrik I van Brunswijk-Wolfenbüttel (1463-1514) | Catharina van Pommeren-Wolgast (overlijden 1526) | Catharina van Pommeren-Wolgast (overlijden 1526) | Catharina van Pommeren-Wolgast (overlijden 1526) | Catharina van Pommeren-Wolgast (overlijden 1526) | Catharina van Pommeren-Wolgast (overlijden 1526) | Catharina van Pommeren-Wolgast (overlijden 1526) |  |  |  |  |  |  |  |  |  |  |  |  |  |  |  |  |  |  |  |  |  |  |  |  |  |  |  |  |  |  |  |  |  |  |  |  |  |  |  |  |  |  |  |  |  |  |  |  |
|                                         |                                         |                                         |                                         |                                         |                                         |                                       |                                       |                                       |                                       |                                           |                                           |                                           |                                           |                                           |                                           |                                           |                                           |                                           |                                           |                                   |                                   |                                   |                                   |                                   |                                   |                                 |                                 |                                          |                                          |                                          |                                          |                                           |                                           |                                                     |                                                     |                                                     |                                                     |                                                     |                                                     |                                           |                                           |                                                  |                                                  |                                                  |                                                  |                                                  |                                                  |                                                  |                                                  |                                                  |                                                  |                                                  |                                                  |  |  |  |  |  |  |  |  |  |  |  |  |  |  |  |  |  |  |  |  |  |  |  |  |  |  |  |  |  |  |  |  |  |  |  |  |  |  |  |  |  |  |  |  |  |  |  |  |
|                                         |                                         |                                         |                                         | Frederik I van Denemarken (1471-1533)   | Frederik I van Denemarken (1471-1533)   | Frederik I van Denemarken (1471-1533) | Frederik I van Denemarken (1471-1533) | Frederik I van Denemarken (1471-1533) | Frederik I van Denemarken (1471-1533) |                                           |                                           |                                           |                                           |                                           |                                           | Anna van Brandenburg (1487-1514)          | Anna van Brandenburg (1487-1514)          | Anna van Brandenburg (1487-1514)          | Anna van Brandenburg (1487-1514)          | Anna van Brandenburg (1487-1514)  | Anna van Brandenburg (1487-1514)  |                                   |                                   |                                   |                                   |                                 |                                 |                                          |                                          |                                          |                                          | Magnus I van Saksen-Lauenburg (1470-1543) | Magnus I van Saksen-Lauenburg (1470-1543) | Magnus I van Saksen-Lauenburg (1470-1543)           | Magnus I van Saksen-Lauenburg (1470-1543)           | Magnus I van Saksen-Lauenburg (1470-1543)           | Magnus I van Saksen-Lauenburg (1470-1543)           |                                                     |                                                     |                                           |                                           |                                                  |                                                  | Catharina van Brunswijk-Wolfenbüttel (1488-1563) | Catharina van Brunswijk-Wolfenbüttel (1488-1563) | Catharina van Brunswijk-Wolfenbüttel (1488-1563) | Catharina van Brunswijk-Wolfenbüttel (1488-1563) | Catharina van Brunswijk-Wolfenbüttel (1488-1563) | Catharina van Brunswijk-Wolfenbüttel (1488-1563) |                                                  |                                                  |                                                  |                                                  |  |  |  |  |  |  |  |  |  |  |  |  |  |  |  |  |  |  |  |  |  |  |  |  |  |  |  |  |  |  |  |  |  |  |  |  |  |  |  |  |  |  |  |  |  |  |  |  |
|                                         |                                         |                                         |                                         | Frederik I van Denemarken (1471-1533)   | Frederik I van Denemarken (1471-1533)   | Frederik I van Denemarken (1471-1533) | Frederik I van Denemarken (1471-1533) | Frederik I van Denemarken (1471-1533) | Frederik I van Denemarken (1471-1533) |                                           |                                           |                                           |                                           |                                           |                                           | Anna van Brandenburg (1487-1514)          | Anna van Brandenburg (1487-1514)          | Anna van Brandenburg (1487-1514)          | Anna van Brandenburg (1487-1514)          | Anna van Brandenburg (1487-1514)  | Anna van Brandenburg (1487-1514)  |                                   |                                   |                                   |                                   |                                 |                                 |                                          |                                          |                                          |                                          | Magnus I van Saksen-Lauenburg (1470-1543) | Magnus I van Saksen-Lauenburg (1470-1543) | Magnus I van Saksen-Lauenburg (1470-1543)           | Magnus I van Saksen-Lauenburg (1470-1543)           | Magnus I van Saksen-Lauenburg (1470-1543)           | Magnus I van Saksen-Lauenburg (1470-1543)           |                                                     |                                                     |                                           |                                           |                                                  |                                                  | Catharina van Brunswijk-Wolfenbüttel (1488-1563) | Catharina van Brunswijk-Wolfenbüttel (1488-1563) | Catharina van Brunswijk-Wolfenbüttel (1488-1563) | Catharina van Brunswijk-Wolfenbüttel (1488-1563) | Catharina van Brunswijk-Wolfenbüttel (1488-1563) | Catharina van Brunswijk-Wolfenbüttel (1488-1563) |                                                  |                                                  |                                                  |                                                  |  |  |  |  |  |  |  |  |  |  |  |  |  |  |  |  |  |  |  |  |  |  |  |  |  |  |  |  |  |  |  |  |  |  |  |  |  |  |  |  |  |  |  |  |  |  |  |  |
|                                         |                                         |                                         |                                         |                                         |                                         |                                       |                                       |                                       |                                       | Christiaan III van Denemarken (1503-1559) | Christiaan III van Denemarken (1503-1559) | Christiaan III van Denemarken (1503-1559) | Christiaan III van Denemarken (1503-1559) | Christiaan III van Denemarken (1503-1559) | Christiaan III van Denemarken (1503-1559) |                                           |                                           |                                           |                                           |                                   |                                   |                                   |                                   |                                   |                                   |                                 |                                 |                                          |                                          |                                          |                                          |                                           |                                           |                                                     |                                                     |                                                     |                                                     | Dorothea van Saksen-Lauenburg (1511-1571)           | Dorothea van Saksen-Lauenburg (1511-1571)           | Dorothea van Saksen-Lauenburg (1511-1571) | Dorothea van Saksen-Lauenburg (1511-1571) | Dorothea van Saksen-Lauenburg (1511-1571)        | Dorothea van Saksen-Lauenburg (1511-1571)        |                                                  |                                                  |                                                  |                                                  |                                                  |                                                  |                                                  |                                                  |                                                  |                                                  |  |  |  |  |  |  |  |  |  |  |  |  |  |  |  |  |  |  |  |  |  |  |  |  |  |  |  |  |  |  |  |  |  |  |  |  |  |  |  |  |  |  |  |  |  |  |  |  |
|                                         |                                         |                                         |                                         |                                         |                                         |                                       |                                       |                                       |                                       | Christiaan III van Denemarken (1503-1559) | Christiaan III van Denemarken (1503-1559) | Christiaan III van Denemarken (1503-1559) | Christiaan III van Denemarken (1503-1559) | Christiaan III van Denemarken (1503-1559) | Christiaan III van Denemarken (1503-1559) |                                           |                                           |                                           |                                           |                                   |                                   |                                   |                                   |                                   |                                   |                                 |                                 |                                          |                                          |                                          |                                          |                                           |                                           |                                                     |                                                     |                                                     |                                                     | Dorothea van Saksen-Lauenburg (1511-1571)           | Dorothea van Saksen-Lauenburg (1511-1571)           | Dorothea van Saksen-Lauenburg (1511-1571) | Dorothea van Saksen-Lauenburg (1511-1571) | Dorothea van Saksen-Lauenburg (1511-1571)        | Dorothea van Saksen-Lauenburg (1511-1571)        |                                                  |                                                  |                                                  |                                                  |                                                  |                                                  |                                                  |                                                  |                                                  |                                                  |  |  |  |  |  |  |  |  |  |  |  |  |  |  |  |  |  |  |  |  |  |  |  |  |  |  |  |  |  |  |  |  |  |  |  |  |  |  |  |  |  |  |  |  |  |  |  |  |
|                                         |                                         |                                         |                                         |                                         |                                         |                                       |                                       |                                       |                                       |                                           |                                           |                                           |                                           |                                           |                                           |                                           |                                           |                                           |                                           |                                   |                                   |                                   |                                   |                                   |                                   |                                 |                                 |                                          |                                          |                                          |                                          |                                           |                                           |                                                     |                                                     |                                                     |                                                     |                                                     |                                                     |                                           |                                           |                                                  |                                                  |                                                  |                                                  |                                                  |                                                  |                                                  |                                                  |                                                  |                                                  |                                                  |                                                  |  |  |  |  |  |  |  |  |  |  |  |  |  |  |  |  |  |  |  |  |  |  |  |  |  |  |  |  |  |  |  |  |  |  |  |  |  |  |  |  |  |  |  |  |  |  |  |  |
|                                         |                                         |                                         |                                         |                                         |                                         |                                       |                                       |                                       |                                       |                                           |                                           |                                           |                                           |                                           |                                           |                                           |                                           |                                           |                                           |                                   |                                   |                                   |                                   |                                   |                                   |                                 |                                 |                                          |                                          |                                          |                                          |                                           |                                           |                                                     |                                                     |                                                     |                                                     |                                                     |                                                     |                                           |                                           |                                                  |                                                  |                                                  |                                                  |                                                  |                                                  |                                                  |                                                  |                                                  |                                                  |                                                  |                                                  |  |  |  |  |  |  |  |  |  |  |  |  |  |  |  |  |  |  |  |  |  |  |  |  |  |  |  |  |  |  |  |  |  |  |  |  |  |  |  |  |  |  |  |  |  |  |  |  |
|                                         |                                         |                                         |                                         | Anna van Denemarken (1532-1585)         | Anna van Denemarken (1532-1585)         | Anna van Denemarken (1532-1585)       | Anna van Denemarken (1532-1585)       | Anna van Denemarken (1532-1585)       | Anna van Denemarken (1532-1585)       |                                           |                                           |                                           |                                           | Frederik II van Denemarken (1534-1588)    | Frederik II van Denemarken (1534-1588)    | Frederik II van Denemarken (1534-1588)    | Frederik II van Denemarken (1534-1588)    | Frederik II van Denemarken (1534-1588)    | Frederik II van Denemarken (1534-1588)    |                                   |                                   |                                   |                                   | Magnus van Lijfland (1540-1583)   | Magnus van Lijfland (1540-1583)   | Magnus van Lijfland (1540-1583) | Magnus van Lijfland (1540-1583) | Magnus van Lijfland (1540-1583)          | Magnus van Lijfland (1540-1583)          |                                          |                                          |                                           |                                           | Johan van Sleeswijk-Holstein-Sonderburg (1545-1622) | Johan van Sleeswijk-Holstein-Sonderburg (1545-1622) | Johan van Sleeswijk-Holstein-Sonderburg (1545-1622) | Johan van Sleeswijk-Holstein-Sonderburg (1545-1622) | Johan van Sleeswijk-Holstein-Sonderburg (1545-1622) | Johan van Sleeswijk-Holstein-Sonderburg (1545-1622) |                                           |                                           |                                                  |                                                  | Dorothea van Denemarken (1546-1617)              | Dorothea van Denemarken (1546-1617)              | Dorothea van Denemarken (1546-1617)              | Dorothea van Denemarken (1546-1617)              | Dorothea van Denemarken (1546-1617)              | Dorothea van Denemarken (1546-1617)              |                                                  |                                                  |                                                  |                                                  |  |  |  |  |  |  |  |  |  |  |  |  |  |  |  |  |  |  |  |  |  |  |  |  |  |  |  |  |  |  |  |  |  |  |  |  |  |  |  |  |  |  |  |  |  |  |  |  |

- Gemeinsame Normdatei: 118645293
- International Standard Name Identifier: 0000 0000 0905 679X
- Library of Congress Control Number: n2012041598
- Nationale Bibliotheek van Polen: a0000002413622
- Nederlandse Thesaurus van Auteursnamen: 31419844X
- Système universitaire de documentation: 241097118
- Virtual International Authority File: 10639354
- WorldCat: E39PBJtX4vcgDRv9VyWFJMctrq